# Boian (okręg Kluż)
Boian – wieś w Rumunii, w okręgu Kluż, w gminie Ceanu Mare. W 2011 roku liczyła 629 mieszkańców.